# Дивізійне
Дивізі́йне —  село в Україні, у Лозівській міській громаді Лозівського району Харківської області. Населення становить 18 осіб. До 2018 орган місцевого самоврядування — Артільна сільська рада.

## Географія
Село Дивізійне знаходиться на відстані 5 км від річки Орілька і каналу Дніпро - Донбас. По селу протікає пересихаючий струмок з загатами, вище за течією якого на відстані 1 км розташоване село Водолага.

## Історія
1823 — дата заснування.
12 червня 2020 року, відповідно до Розпорядження Кабінету Міністрів України  № 725-р «Про визначення адміністративних центрів та затвердження територій територіальних громад Харківської області», увійшло до складу Лозівської міської громади.
19 липня 2020 року, в результаті адміністративно-територіальної реформи та ліквідації колишнього Лозівського району (1923—2020), увійшло до складу новоутвореного Лозівського району Харківської області.
22 червня 2023 року рішенням №230 Національної комісії зі стандартів державної мови віднесено до списку населених пунктів, які «можуть не відповідати лексичним нормам української мови», зокрема стосуватися «російської імперської чи колоніальної політики». Громаді рекомендовано обґрунтувати доцільність збереження поточної назви або запропонувати нову назву в установленому законодавством порядку.